# Маццолини, Серафино
Граф Серафино Маццолини (итал. Serafino Mazzolini; 9 июня 1890, Аркевиа, Анкона, Королевство Италия — 23 февраля 1945, Сан-Феличе-дель-Бенако, Италия) — итальянский государственный и политический деятель.

## Биография
До Первой мировой войны работал журналистом, а затем и директором журнала «Л’Уньоне». После начала войны вступил в армию добровольцем.
После Первой мировой войны с 1918 по 1920 год — президент секции ветеранов в Анконе, участвовал в «Марше на Рим», в результате которого была свергнута прежняя власть. В 20-х вступил в фашистскую партию, где с августа 1924 по март 1925 года был членом Национального директората, одновременно с февраля по июнь 1925 года — вице-секретарь по пропаганде Национальной фашистской партии (НФП), также с августа 1924 по март 1926 года — член Большого фашистского совета. Депутат парламента от НФП (1924—1929).
Занимался редакторской деятельностью с 1925 по 1927 год в издании «Корьере Адриатико». В 1928 году приглашён на службу в Министерство иностранных дел Италии. С 1928 по 1932 год — генеральный консул в Сан-Паулу (Бразилия). С 1932 по 1937 — в Уругвае. В 1938 году отправлен в Египет.
28 апреля 1941 года назначен гражданским комиссаром оккупированной Черногории. С апреля по июль 1943 года — вновь в Министерстве иностранных дел, служил в должности генерального директора Управления кадров Министерства иностранных дел.
После высадки союзников и создания Итальянской социальной республики (ИСР) с октября 1943 года — унтер-секретарь Министерства иностранных дел ИСР.
В марте 1944 года фактически отошёл от дел из-за хронического туберкулёза и диабета. Умер 23 февраля 1945 года от сепсиса, вызванного уколом инсулина, который Маццолини сделал нестерильным шприцем.